# Althepus leucosternus
Espèce
Synonymes
- Althepus leucosternum Deeleman-Reinhold, 1995

Althepus leucosternus est une espèce d'araignées aranéomorphes de la famille des Psilodercidae.

## Distribution
Cette espèce est endémique de la province de Nakhon Nayok en Thaïlande. Elle se rencontre dans le parc national de Khao Yai.

## Description
La carapace du mâle holotype mesure 1,1 mm de long sur 1,1 mm et l'abdomen 1,5 mm de long et la carapace de la femelle paratype mesure 1,2 mm de long sur 1,3 mm et l'abdomen 2,5 mm de long.

## Publication originale
- Deeleman-Reinhold, 1995 : The Ochyroceratidae of the Indo-Pacific region (Araneae). The Raffles Bulletin of Zoology Supplement, no 2, p. 1-103 (texte intégral).